# Leben und leben lassen (Erster Weltkrieg)

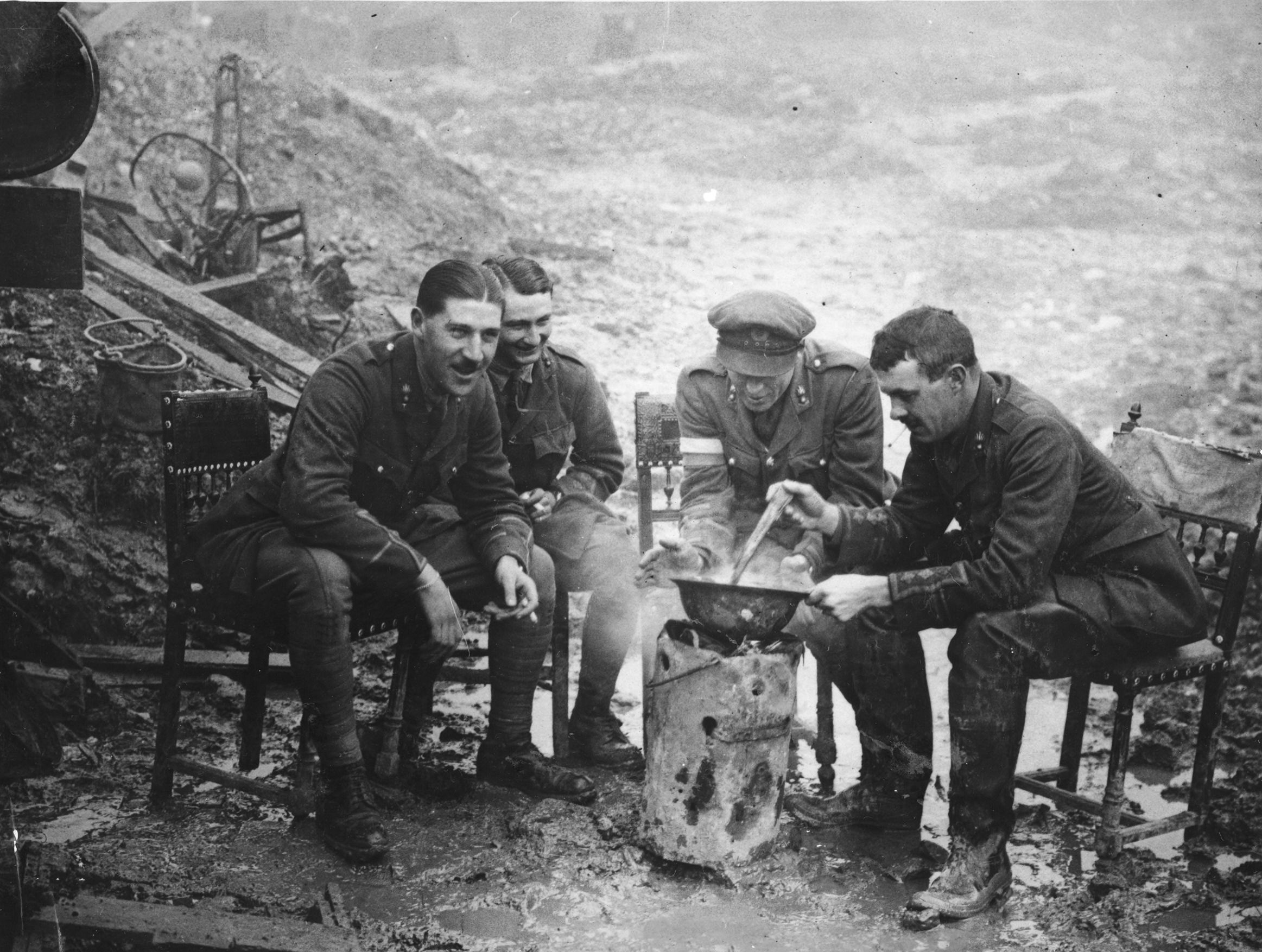
Britische Offiziere kochen an der Front. Der Rauch von Kochfeuern konnte leicht Artilleriefeuer auf sich ziehen, aber während der Essenszeiten galt oft „Leben und leben lassen“

Als Leben und leben lassen wird das spontane Zustandekommen von nicht-aggressivem Verhalten zwischen Truppenteilen bezeichnet, die sich während des Ersten Weltkriegs an der Front als Feinde gegenüberstanden. Nach dem ersten Zustandekommen konnte dieses Verhalten zu einem System der instabilen Kooperation ausgebaut werden. Dies geschah durch Gewaltvermeidung oder ritualisierte Gewaltanwendung ohne Verletzungsabsicht wie auch durch Deeskalation, aber auch mittels vorhersehbarer und maßvoller Vergeltung bei Übertretungen der impliziten Abmachungen. Die Verständigung mit dem Gegner geschah dabei im Gegensatz zum offenen Fraternisieren meist durch (Nicht-)Handeln anstelle von Sprache. Das Verhaltensmuster trat insbesondere während längerer Phasen der Stagnation im Stellungskrieg an der Westfront auf. Als bekanntestes, wenn auch untypisches Beispiel gilt der Weihnachtsfrieden von 1914. Am weitesten verbreitet war das System an ruhigen Frontabschnitten zwischen November 1914 und Ende 1916, bevor es durch offensive Patrouillen und Stoßtrupps auf Befehl höherer Stäbe unterminiert wurde, um schließlich mit der deutschen Frühjahrsoffensive von 1918 und dem folgenden Bewegungskrieg ganz zusammenzubrechen. Die Strategie „Leben-und-leben-lassen“ ist ein Untersuchungsgegenstand der Spieltheorie.

## Prinzip

### Auftreten
Das Prinzip Leben-und-leben-lassen manifestierte sich im bewussten Absehen von Gewaltausübung während des Krieges. Typische Verhaltensformen im Sinne des Prinzips waren:
- Während der Zeit, in der das Essen an die Front gebracht und verzehrt wird, herrscht praktisch Waffenruhe.[1]
- Feldartillerie, die jeden Tag zur selben Zeit auf dieselbe Stelle im Niemandsland oder hinter den feindlichen Gräben feuert, sodass das Artilleriefeuer vorhersehbar und leicht vermeidbar wird[2]
- Arbeitskommandos, die nachts exponiert im Niemandsland die Feldbefestigungen ausbessern sowie Stacheldraht-Verhaue reparieren und sich dabei gegenseitig ignorieren[3]
- Scharfschützen, die gezielt daneben schießen; in einzelnen Fällen so lange auf denselben Punkt an einem Haus im Hinterland des Gegners, bis dort ein Loch in der Wand entstand[4]

Dieses Verhalten trat auf der Ebene kleinerer Einheiten auf, typischerweise bis hin zu Bataillonsgröße. Das ergibt sich aus der sozialen Kohäsion dieser Einheiten, in denen abweichendes (zu aggressives) Verhalten einzelner Soldaten informell bestraft worden wäre. Auch wurden Bataillone zusammen abgelöst und rotierten mit anderen Bataillonen im Frontdienst. Bei der Übergabe an den folgenden Truppenteil wurden die lokalen Gepflogenheiten von Leben-und-leben-lassen dann häufig mündlich weitergegeben.
Nicht alle Einheiten beteiligten sich regelmäßig an Leben-und-leben-lassen, wenn sie Gelegenheit dazu hatten. Auf beiden Seiten der Front gab es Einheiten, die einen „ruhigen Abschnitt rasch in ein Hornissen-Nest“ verwandelten. Ashworth (1980) nennt diese Bataillone „Elite-Einheiten“ und führt auf britischer Seite beispielhaft das II. Bataillon der Royal Welch Fusiliers und das I. Bataillon der Royal West Kents auf. Die Nennung der Bataillons-Nummern ist bei britischen Regimentern relevant, da die Bataillone mit höheren Nummern zwar den Traditions-Regimentern („Regular Army“) zugeordnet waren, aber der New Army oder Territorial Army entstammten. Auf deutscher Seite galten die Garderegimenter und bestimmte Regimenter der preußischen Linieninfanterie als wenig geneigt, das Prinzip Leben-und-leben-lassen anzuwenden. Hingegen hatten die sächsischen Regimenter den Ruf, gern dem Prinzip zu folgen.

### Zustandekommen und Aufrechterhaltung
Das Prinzip Leben-und-leben-lassen wurde nur selten in offenen lokalen Waffenstillständen vereinbart, so wie dies beim Weihnachtsfrieden 1914 der Fall war. Häufiger kam es durch demonstratives Verhalten zustande: entweder durch Nichtgebrauch der Waffen, wo dies leicht möglich gewesen wäre, oder durch den Gebrauch in rein ritueller oder vorhersehbarer Form. Letzteres signalisierte die nicht-tödliche Absicht und wahrte den Anschein aggressiven Verhaltens vor Vorgesetzten. Anlass konnten auch äußere Bedingungen sein, die das Kämpfen sehr erschwerten, wie zum Beispiel starker Regen und damit einhergehend Schlamm und überflutete Schützengräben.

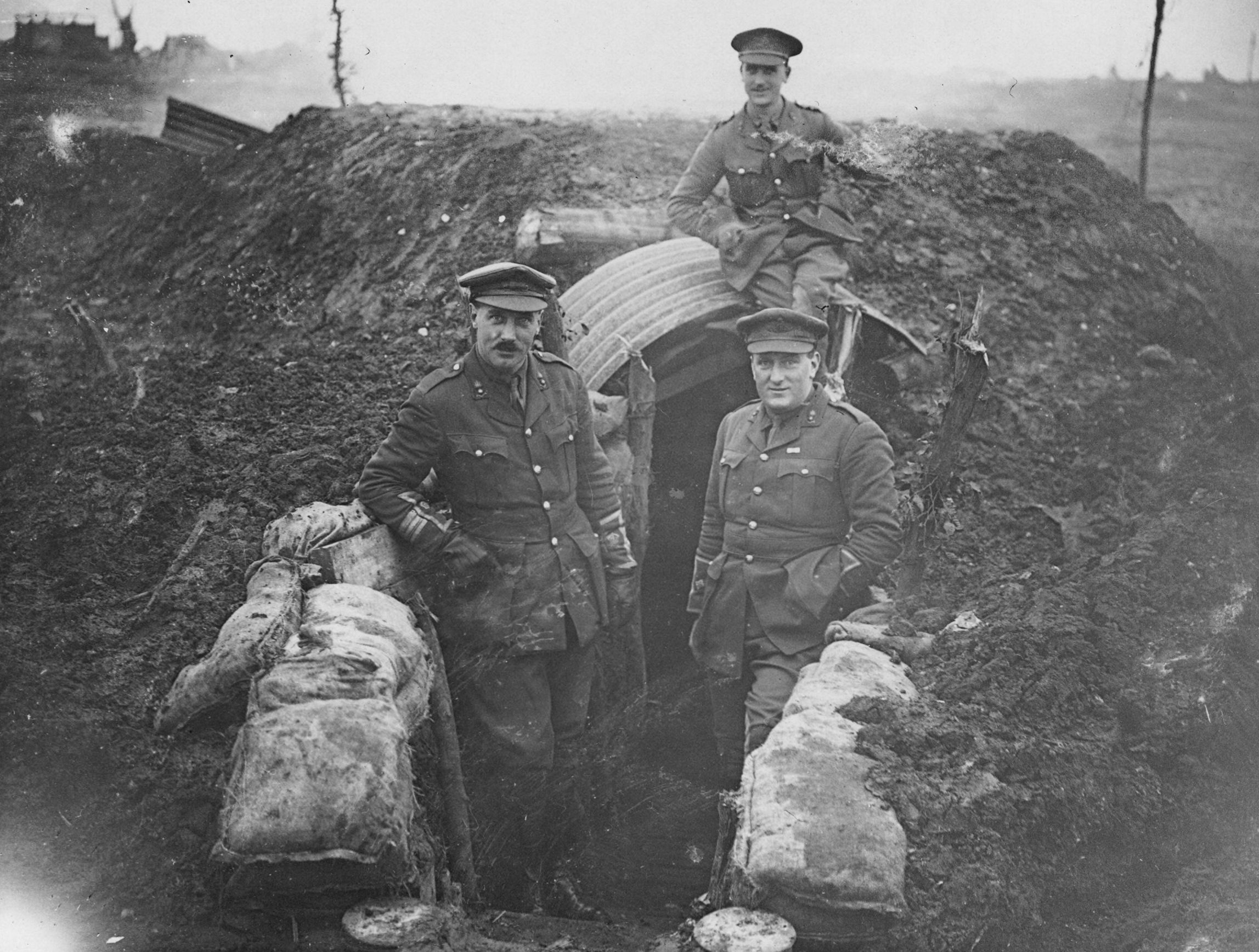
Britische Artillerieoffiziere im Frontbereich vor dem Eingang zu ihrem Unterstand, der „besser gesichert und komfortabler“ als ein Schützengraben war

Neben der praktischen Überlegung, dass ein Einhalten des Prinzips das eigene Überleben sichern würde, gab es bei vielen Soldaten Widerwillen gegen das Töten ihrer direkt sichtbaren Gegenüber, ohne dass diesem ein Kampf vorangegangen wäre. Solche Hemmungen hatte die Artillerie nicht, die nur auf Koordinaten schoss. Zudem war die Artillerie weniger Vergeltungsmaßnahmen ausgesetzt. Daher versuchten die Grabenbesatzungen die ihnen zugeteilten Beobachtungsoffiziere der Artillerie, welche das Feuer lenkten, zu einem Einhalten des Prinzips zu bringen. Dies geschah zum Beispiel durch bevorzugte Versorgung mit Verpflegung und einem sicheren Unterstand für den Beobachter, es sind auch direkte Absprachen zwischen Infanterieoffizieren und Artilleriebeobachtern überliefert. Häufig waren Feldartillerie-Batterien über längere Zeit einem bestimmten Bataillon zugeteilt, so dass sich soziale Bindungen bilden konnten. Problematischer war die Abstimmung mit der schweren Artillerie, die zudem zentral gelenkt wurde. Falls der Feuereinsatz der eigenen schweren Artillerie in vorderster Linie bekannt war, wurden manchmal die gegnerischen Grabenbesatzungen durch Signale gewarnt.
Nachdem das Prinzip einmal mittels stillschweigender Übereinkunft zwischen den Fronttruppen eingeübt war, perpetuierte es sich dann – „Schlafende Hunde soll man nicht wecken“. Wenn eine Seite doch Gewalt einsetzte, wurde dies lokal durch genau abgezählte Gegengewalt beantwortet, häufig nach dem Prinzip „Drei-zu-eins“: Auf einen gezielten Schuss der Gegenseite, der nicht dem Prinzip Leben-und-leben-lassen entsprach, antwortete man mit drei gezielten Schüssen, und stellte dann wieder das Feuer ein.
Die mögliche Vergeltung von Verstößen gegen das Prinzip war für die Aufrechterhaltung wichtig. Paradoxerweise waren daher Frontabschnitte, an denen sich die Schützengräben auf Ruf- und Wurfentfernung gegenüberlagen, am sichersten. An bergigen Abschnitten wie in den Vogesen trennten teilweise nur wenige Meter die Gräben. Schon ein Einsatz von Handgranaten ohne Warnung wäre verheerend gewesen und wurde genau deshalb vermieden. Stattdessen wurden dort die Gräben aufwendig pioniertechnisch ausgebaut, was ohne gegenseitiges Ignorieren der Baukommandos unmöglich gewesen wäre.

### Haltung der militärischen Führung
Generale, Kommandeure ab Regimentsebene und höhere Stabsoffiziere, die selbst nicht der direkten Einwirkung des gegnerischen Feuers ausgesetzt waren, waren kein Teil der Abmachungen und Verhaltensweisen des Leben-und-leben-lassen. Dennoch bestand auf höheren Ebenen durchaus ein Bewusstsein für das Vorhandensein des Systems. Das Verhältnis dazu war jedoch nicht immer eindeutig: Die Existenz ruhiger Frontabschnitte wurde zur Erholung von abgekämpften Einheiten genutzt. Andererseits barg die indirekte Kooperation der Fronttruppen mit dem Gegner die Gefahr der Abnutzung des Kampfgeistes bis hin zur Fraternisierung. Schlimmstenfalls befürchtete die Führung eine daraus resultierende Befehlsverweigerung und Meuterei, sollte es wieder zu direkten Angriffsbefehlen kommen. Aus strategischer Sicht waren der englische und französische Generalstab durchaus an einem Abnutzungskrieg interessiert, da die Ressourcen der Mittelmächte diesem auf längere Sicht nicht gewachsen schienen.
Pragmatische Überlegungen zur Erholung von Truppenteilen und der Senkung von Verlustraten in statischen Situationen führten zumindest in bestimmten Frontabschnitten oder Zeiträumen zu einem stillschweigenden Tolerieren des Systems Leben-und-leben-lassen durch die militärische Führung. Dennoch stand das System auf beiden Seiten der Front in fundamentalem Gegensatz zur geltenden Militärdoktrin und den Idealen einer aggressiven Männlichkeit. Auf britischer Seite wurde die gewünschte Haltung als „offensive spirit“ (Angriffsgeist) bezeichnet. In einer Dienstvorschrift zum Grabenkrieg von 1916 warnte das GHQ vor Passivität und Lethargie und empfahl neben konstanter Beschäftigung mit dem Ausbau der Befestigungen den Störangriff auf den Gegner als beste Therapie für die eigenen Truppen:

“[T]he state of comparative inactivity, which is the normal condition of life in the trenches, is very unfavorable to the development of these qualities [dash and gallantry of a very high order] in officers and men. There is an insidious tendency to lapse into a passive and lethargic attitude, against which officers of all ranks have to be on their guard, and the fostering of the offensive spirit, under such unfavorable conditions, calls for incessant attention. […] Constant activity in harassing the enemy may lead to reprisals at first, and for this reason is sometimes neglected, but, if persevered in, it always results in an ultimate mastery.”

„Das Leben im Schützengraben ist durch anhaltende Inaktivität gekennzeichnet. Dieser Zustand wirkt sich sehr ungünstig auf die Entwicklung von gewünschten Qualitäten wie Schneid und Tapferkeit bei Offizieren und Soldaten aus. Schleichend entsteht die Tendenz, in eine passive und lethargische Haltung zu verfallen. Dagegen müssen Offiziere aller Dienstgrade auf der Hut sein – die Förderung des Offensivgeistes unter solch ungünstigen Bedingungen erfordert unaufhörliche Aufmerksamkeit. […] Ständiges Störfeuer und Aggression gegen den Feind kann zunächst zu Gegenschlägen führen, und wird aus diesem Grund manchmal vermieden. Wird das Störfeuer jedoch aufrechterhalten, führt dies letztlich zur Überlegenheit.“

Auf französischer Seite war der Widerspruch zwischen Leben-und-leben-lassen und dem Ideal der „offensive à outrance“ (Angriff bis zum Äußersten) noch größer. Auch wenn sich die französische Führung vom reinen Ideal des infanteristischen Frontalangriffs nach horrenden Verlusten in den ersten Kriegsmonaten verabschiedet hatte, blieb der Angriff mit allen Mitteln weiter Ziel. Erst 1917 wandte sich der französische Oberbefehlshaber Pétain unter dem Eindruck der großflächigen Meutereien in seiner Armee davon ab.

### Gegenmaßnahmen
Zur Analyse des Angriffsgeistes der eigenen Truppe dienten den höheren Ebenen Statistiken über eigene Verluste, Munitionsverbrauch und Meldungen über Angriffe. Da der Munitionsverbrauch durch vorhersagbares und absichtlich ungezieltes Feuer nicht aussagekräftig genug war, wurden Patrouillen und Stoßtrupps angeordnet. Dabei mussten zum Beweis des gewalttätigen Vorgehens feindliche Gefangene eingebracht werden, zumindest jedoch ein Stück des gegnerischen Stacheldrahts oder ein Ausrüstungsteil gegnerischer Soldaten.
Am 4. Dezember 1917 erging in der französischen Armee eine Weisung zum Verbot der offenen Fraternisierung, die von deren Oberbefehlshaber Pétain unterzeichnet wurde. Eine weitere solche Weisung folgte am 29. Januar 1918: „Wer sich in den Schützengräben mit feindlichen Soldaten unterhält, ist wegen ‚geheimer Verbindungen zum Feind‘ einem Kriegsgericht zu überantworten“.
Das System von Leben-und-leben-lassen war zu jedem Zeitpunkt zerbrechlich und konnte durch tödliche Gewalt zerstört werden. Dies geschah letztlich durch zentral angeordnete Stoßtrupp- und Kommandounternehmen, häufig ausgeführt durch neu an den Frontabschnitt versetzte Truppenteile oder Freiwillige. Dadurch konnte das Gleichgewicht von Leben-und-leben-lassen nicht gehalten werden, denn die freiwillige Vermeidung von Gewalt durch einen Fronttruppenteil konnte den befohlenen Einsatz von Stoßtrupps auf der Gegenseite nicht verhindern. So ging die Praxis im Laufe des Jahres 1917 bis auf wenige ruhige Frontabschnitte wie die Vogesen zurück. Im März 1918 kehrte mit der Deutschen Frühjahrsoffensive der Bewegungskrieg an die Westfront zurück, damit war das Prinzip von Leben-und-leben-lassen endgültig obsolet.

## Zeitzeugenberichte
Die erste, weit verbreitete Darstellung des Systems Leben-und-leben-lassen veröffentlichte John Hay Beith 1915 unter dem Namen Ian Hay. Beith war als Offizier bei den Argyll and Sutherland Highlanders ab April 1915 im Fronteinsatz in Frankreich, als einer der ersten 100.000 der New Army. Sein Buch The First Hundred Thousand war eine Kompilation von Artikeln, die er für Blackwood’s Magazine geschrieben hatte. Das Buch wurde in mehrere Sprachen übersetzt und sowohl an der Front als auch in der Heimat gelesen und besprochen. Über nächtliche Arbeiten im Niemandsland und den Umgang mit Nachschub in den frühen Morgenstunden heißt es darin:

“We perform our nocturnal tasks, in front of and behind the firing trench, amid a perfect hail of star-shells and magnesium lights, topped up at times by a searchlight. […] The curious and uncanny part of it all is that there is no firing. During these brief hours there exists an informal truce, founded on the principle of live and let live. […] It would be child’s play to shell the road behind the enemy’s trenches, crowded as it must be with ration-waggons and water-carts, into a blood-stained wilderness. But so long as each side confines itself to purely defensive and recuperative work, there is little or no interference. […] After all, if you prevent your enemy from drawing his rations, his remedy is simple: he will prevent you from drawing yours. Then both parties will have to fight on empty stomachs, and neither of them, tactically, will be a penny the better. So, unless some elaborate scheme of attack is brewing, the early hours of the night are comparatively peaceful.”

„Wir führen unsere nächtlichen Arbeiten durch, vor und hinter dem Schützengraben, beleuchtet durch einen wahren Hagel von Leuchtkugeln und Leuchtraketen, von Zeit zu Zeit noch verstärkt durch einen Suchscheinwerfer. […] Das Kuriose und Unheimliche dabei ist, dass nicht geschossen wird. Während dieser kurzen Stunden gibt es einen informellen Waffenstillstand, der auf dem Prinzip ‚Leben und leben lassen‘ beruht. […] Es wäre ein Kinderspiel, die Straße hinter den Schützengräben des Gegners mit Artilleriefeuer zu belegen. Jene Straße, jetzt mit Wagen voller Nachschub und Wasser vollgestopft, wäre dann nur noch ein blutbeschmiertes Nichts. Aber solange sich jede Seite auf rein defensive Arbeit oder die Erholung beschränkt, gibt es wenig oder keine Einmischung. […] Denn wer den Feind davon abhält, seine Verpflegung zu erhalten, bekommt dessen Gegenmittel zu spüren: er wird nun verhindern, dass die eigene Verpflegung eintrifft. Dann müssen beide Seiten mit leerem Magen kämpfen, und niemand zieht daraus irgendeinen Nutzen. Wenn also nicht gerade ein großer Angriff bevorsteht, sind die frühen Stunden der Nacht vergleichsweise friedlich.“

Der englische Poet Edmund Blunden beschrieb in seinen 1928 veröffentlichten Kriegsmemoiren, wie seine Einheit die Royal Welch Fusiliers im Dorf Boezinge an der Ypern-Front ablöste. Die Stellung und ihr Ausbaugrad waren prekär, so dass das Überleben von Blundens Kameraden vom Leben-und-leben-lassen abhing:

“Our future, in short, depended on the observance of the ʻLive and Let Live Principle’, one of the soundest elements in trench war. Unfortunately it was not invariably observed.”

„Unsere Zukunft hing, kurz gesagt, von der Einhaltung des Prinzips ‚Leben und leben lassen‘ ab, einem der sinnvollsten Bestandteile des Grabenkriegs. Leider wurde das Prinzip nicht immer befolgt.“

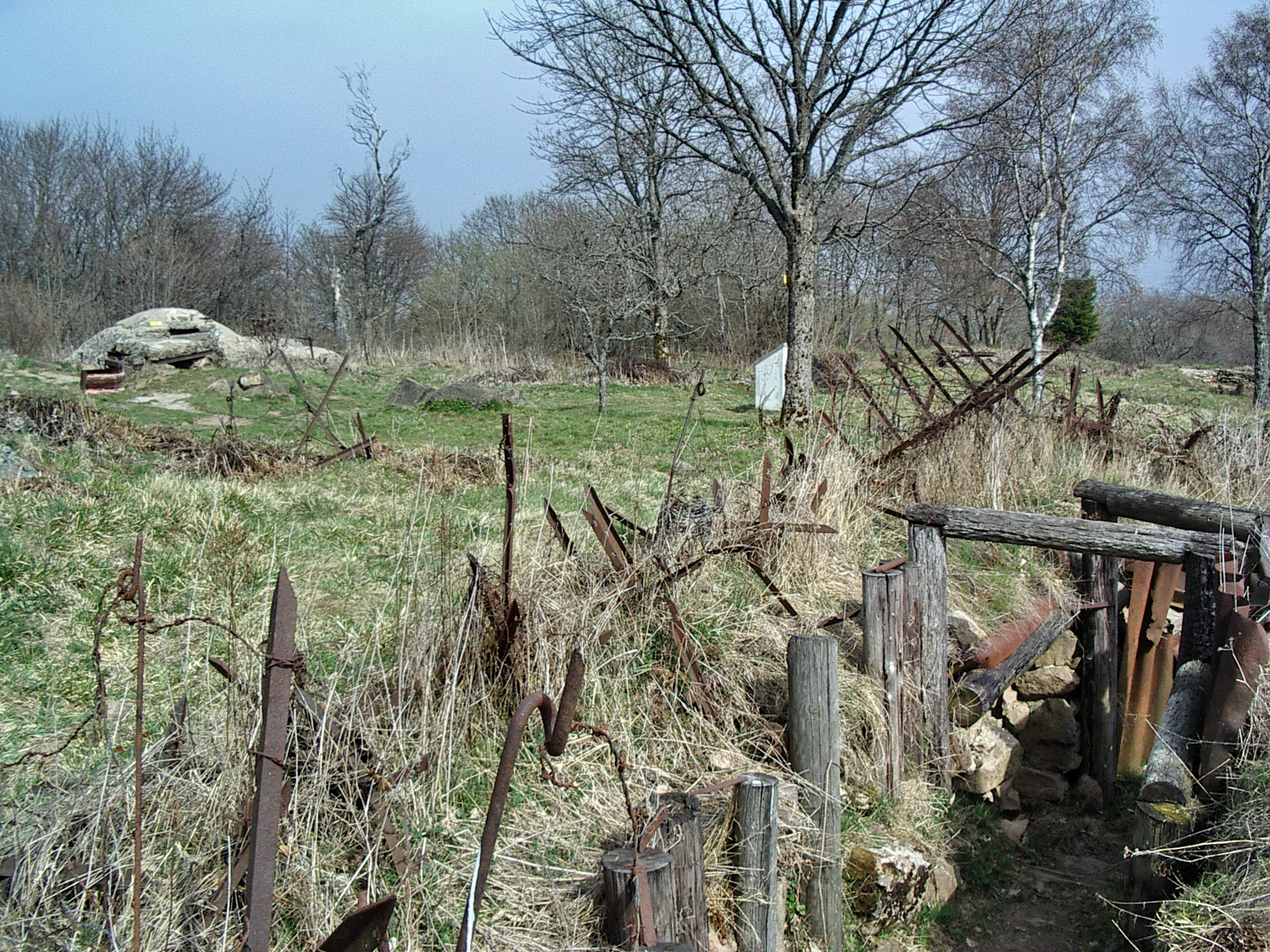
Frontverlauf am Hartmannswillerkopf an der Vogesen-Front, im Vordergrund rechts der französische Schützengraben, im vollen Schussfeld der deutschen „Feste Dora“ links

Der französische Journalist Gabriel Chevallier verarbeitete seine eigenen Kriegserlebnisse in seinen 1930 erschienenen Kriegsmemoiren. Darin beschreibt er die Schanzarbeiten an einem Abschnitt der Vogesen-Front, an dem durch Artilleriefeuer die Schützengräben beider Seiten stark beschädigt waren. Das Niemandsland war hier an manchen Orten im bergigen Gelände nur wenige Dutzend Meter breit:

„Der Schützengraben, der schon fast eingeebnet ist, wird von einer Reihe schanzender Soldaten gesäumt, die ihre Gewehre neben sich abgestellt haben. In zwanzig Metern Entfernung hört man ebenfalls Spaten klappern, die gebeugten Soldaten sind gut zu erkennen. Dort arbeiten die Deutschen, dieser Frontabschnitt ist eine einzige Baustelle.“

Ernst Jünger berichtete in der Ur-Version seiner Kriegstagebücher wiederholt davon, wie er das System Leben-und-leben-lassen „kennen und auch schätzen lernte“. In den sieben späteren Editionen seines aus den Tagebüchern entstandenen Werks In Stahlgewittern entfernte Jünger solche Texte mit Beschreibungen von Ruhe, ja Gemütlichkeit einerseits und unbefangener Abenteuerlust andererseits, und entschied sich damit für die einseitige Darstellung eines Kriegserlebnisses von „eschatologisch überhöhten Kriegereliten“.

## Darstellungen durch Historiker
Die wichtigste Untersuchung des Phänomens stammt von dem englischen Historiker Anthony E. (Tony) Ashworth, der das Thema anhand von Tagebüchern, Briefen und Zeugnissen von Kriegsveteranen der britischen Armee untersuchte und darüber erstmals 1968 veröffentlichte, und bezog alle 57 britischen Divisionen in seine Untersuchung ein, die für mindestens drei Monate im Kampf gestanden hatten. Weiter führte er eine Anzahl von Hintergrund-Interviews mit Kriegsveteranen, beschränkte sich aber in seiner Auswertung auf zeitgenössische Schriftzeugnisse. Offizielle Unterlagen und Dienstvorschriften verwendete er nur insofern, als daraus Gegenmaßnahmen gegen das Prinzip Leben-und-leben-lassen ablesbar waren. Dieses Vorgehen erklärt sich daraus, dass man aus der Nichterwähnung von Fakten, die einen Offizier oder Stab im hierarchischen System der Armee in negatives Licht rücken würden, nicht auf die Abwesenheit der Fakten schließen kann. „Absence of proof is not proof of absence“, nur beschränkt sich in diesem Fall der Beweis auf privates Schriftgut. Ashworth stellte bei 56 der 57 untersuchten Divisionen das zumindest zeitweise Vorhandensein von informellen Waffenstillständen und/oder die Aufrechterhaltung von Leben-und-leben-lassen fest. In seinem Buch Trench warfare 1914–1918 fasst Ashworth 1980 zusammen, dass Leben-und-leben-lassen zur Kriegszeit unter britischen Soldaten und Offizieren mit Fronterfahrung allgemein bekannt war. Am häufigsten trat das System auf, wenn eine Einheit aus dem Kampf zurückgezogen wurde und an einem ruhigen Frontabschnitt eingesetzt war. Insgesamt und über die Kriegszeit gemittelt machten ruhige Frontabschnitte („cushy sectors“) ungefähr ein Drittel der von britischen Truppen gehaltenen Frontlänge aus.
Der amerikanische Historiker Leonard V. Smith veröffentlichte 1994 seine Dissertation, in der er die Geschichte der französischen 5. Infanterie-Division im Ersten Weltkrieg darstellte. Besonderer Fokus der Arbeit waren die Beziehungen zwischen Mannschaften und Frontoffizieren sowie die Meutereien von 1917. Dabei argumentiert Smith in direktem Bezug auf die Thesen von Ashworth, dass Leben-und-leben-lassen keineswegs ein zeitweiser, unausgesprochener Waffenstillstand gewesen sei. Stattdessen sei der Grad der vorherrschenden Gewalt im Grabenkrieg bei Ausklammern von großen Angriffen immer ein Punkt in einem Kontinuum. Dieses Kontinuum reicht von effektiver Waffenruhe mit ein paar bewusst ungezielten Schüssen pro Tag bis hin zu praktisch konstantem Beschuss durch Artillerie, Granatwerfer und Scharfschützen verbunden mit Patrouillen, Stoßtrupp-Unternehmen und Überfällen. Weder Mannschaften noch Offiziere oder Generalstab erwarteten die Entscheidung des Krieges im Grabenkampf, der auf strategischer Ebene ein Patt darstellte. Daher ging es stets um die Wahl eines zum jeweiligen Zeitpunkt sinnvollen Punktes im Gewalt-Kontinuum, und nicht um eine Entweder-oder-Entscheidung. In der Praxis wurde diese Wahl zwischen Mannschaften und Offizieren ausgehandelt – meist nicht explizit, sondern durch Befolgen oder Nicht- beziehungsweise Scheinbar-Befolgen von Befehlen.
2005 erschien das von Marc Ferro herausgegebene Buch Frères de tranchées („Brüder des Schützengrabens“), an dem französische, britische und deutsche Historiker beteiligt waren. Neben einer erneuten Untersuchung des Weihnachtsfriedens von 1914 enthält das Werk Aussagen über Fraternisierung und Gewaltvermeidung zwischen britischen und deutschen Truppen an der Westfront sowie über den (Nicht-)Kampfgeist der österreichisch-ungarischen Armee, beides anhand von Akten der militärischen Briefzensur. Bei den russischen Truppen an der Ostfront führte Nicht-Schießen zu Verbrüderung und letztlich zur Revolution. Nach dem Erfolg des Films Merry Christmas über den Weihnachtsfrieden erschien das Werk auch in englischer Übersetzung.

## Spieltheorie
Der amerikanische Politikwissenschaftler Robert Axelrod charakterisierte 1984 in seinem vielbeachteten Buch The Evolution of Cooperation die Situation zwischen den gegnerischen Grabenbesatzungen im Ersten Weltkrieg als eine Form des Gefangenendilemmas. In diesem Dilemma aus der Spieltheorie werden zwei hypothetische Gefangene als Mittäter eines Verbrechens beschuldigt. Beim Verhör können sie nicht miteinander kommunizieren. Leugnen beide, erhält jeder eine niedrige Strafe. Der Spielzug des Leugnens wird als „kooperieren“ ({\displaystyle C}, von „cooperate“) bezeichnet. Gesteht nur ein Gefangener, geht dieser straffrei aus, während der die Tat leugnende Gefangene die Höchststrafe bekommt. Gestehen beide, wird jeder gleich streng bestraft. Der Spielzug des Gestehens wird als „abtrünnig werden“ ({\displaystyle D}, von „defect“) bezeichnet. Das Dilemma besteht darin, dass sich jeder Gefangene besser stellt, wenn er gesteht – das ist die dominante Strategie. Kollektiv gesehen ist das jedoch nicht optimal. Beim iterativen Gefangenendilemma ändert sich die Situation, wie Axelrod in mehreren Computersimulationen zeigen konnte. Dabei setzt sich die Strategie Tit for Tat durch. Diese Strategie beginnt immer mit einem kooperativen Zug. Jeder folgende Zug spiegelt dann das Verhalten des Gegners: Auf Kooperation folgt also Kooperation, abtrünniges Verhalten wird mit abtrünnigem Verhalten beantwortet.
Axelrod stützte sich mit seinen spieltheoretischen Thesen zum Grabenkrieg einzig auf die Untersuchungen von Ashworth, unternahm also keine eigene historische Forschung zum Ersten Weltkrieg. Jede der beiden Seiten im Grabenkrieg sah Axelrod als einen der Gefangenen im Dilemma. Die Nicht-Ausübung von Gewalt gegen die andere Seite sei ein kooperativer Spielzug ({\displaystyle C}), hingegen sei die Ausübung von Gewalt ein abtrünniger Spielzug ({\displaystyle D}). Da sich dieselben Gegner über Tage und Wochen gegenüberstehen, kann kooperatives Verhalten belohnt und abtrünniges Verhalten bestraft werden. Dadurch kann sich die Strategie Tit for Tat durchsetzen, und es entsteht Kooperation.
Axelrods Interpretation von Leben-und-leben-lassen als Gefangenendilemma wurde von der Politologin Joanne Gowa in ihrer Besprechung von Axelrods Werk 1986 abgelehnt. Nach ihrer Ansicht sollte das Dilemma der Frontsoldaten eher als assurance game interpretiert werden.
Der Philosoph Rudolf Schüßler schloss sich 1990 in seiner Dissertation dieser Kritik an. So sei nicht ersichtlich, welchen unmittelbaren Nutzen der einzelne Soldat aus aggressivem Verhalten ({\displaystyle D}) ziehen würde. Im Gegenteil würde ein gezielter Schuss mit hoher Sicherheit gezieltes Gegenfeuer auf ihn ziehen. Hingegen würde eine Schwächung des Gegners wahrscheinlich nicht ihm persönlich zugutekommen, da ein etwaig geplanter Angriff der Gegenseite erst in Wochen oder Monaten zu erwarten sei – zu diesem Zeitpunkt würde die Einheit des Soldaten vermutlich an anderer Stelle stehen.
Der Statistiker Andrew Gelman (Columbia University) kritisierte Axelrod 2008 mit dem gleichen Argument wie Gowa und Schüßler (allerdings ohne diese zu zitieren) und kam zum Schluss, dass es sich bei Leben-und-leben-lassen nicht um ein Gefangenendilemma handele. Für den einzelnen Soldaten sei es weniger riskant, nicht zu schießen ({\displaystyle C}), daher ist aus spieltheoretischer Sicht der Nutzen (englisch Utility) {\displaystyle U} aus der Kooperation größer als der Nutzen aus der Nicht-Kooperation {\displaystyle U(D)<U(C)}. Wie S. L. A. Marshall in Men against Fire ausgeführt habe, vermied die Mehrzahl der amerikanischen Infanteristen im Zweiten Weltkrieg den direkten Schuss auf den Gegner – und dies in weniger statischen Situationen, als sie dem System Leben-und leben-lassen zugrunde liegen. Trotz dieser eklatanten Mängel sei die Theorie von Axelrod gemäß Gelman attraktiv, weil sie trotz der unmenschlichen Situation des Grabenkriegs einen Hoffnungsschimmer aufzeigt. Kooperation sei selbst zwischen Todfeinden möglich – diese These war gerade 1984 aktuell, einer Zeit des wiedererstarkenden Kalten Krieges.